# Martiri de Sant Bartomeu
El Martiri de sant Bartomeu és un quadre del pintor valencià Josep de Ribera dit Lo Spagnoletto (Xàtiva, 1591 – Nàpols, 1652). Es tracta d'un oli sobre tela de 202 × 153 cm pintat l'any 1644.

## Història
El Martiri de sant Bartomeu pot ser que procedeixi de la col·lecció del comte de Salvatierra i va ser adquirit probablement pel baró de Taylor el 1836 per a Lluís Felip I de França. Figurà a la Galeria Espanyola de Lluís Felip d’Orleans a París del 1838 al 1848. I després de la venda a Londres, l’any 1853, de la galeria del rei francès, en la qual la tela original de Ribera va ser adjudicada per 22 lliures, se'n perd el rastre, fins que torna a aparèixer en un vagó dels Ferrocarriles Andaluces els anys vuitanta del segle xix, per passar posteriorment a la col·lecció d'Alexandre de Riquer (1856-1920), un dels artistes més representatius del modernisme català.
La pintura va entrar a formar part de les col·leccions del Museu de Barcelona el 1903 mitjançant la compra de l'obra a Alexandre de Riquer. Segons va afirmar el mateix Riquer, que ja n'era el propietari el 1893, el Martiri de sant Bartomeu procedia de la cartoixa de Jerez.
Ja en l'any 1903, el quadre, duia afegida al dors una etiqueta. en la qual encara es pot llegir: «Ferrocarriles Andaluces. a Sevilla. 188(?)»., el que sembla apuntar, que la tela va ser facturada en algun punt d'Andalusia per ser traslladada a un destí incert. Entre aquestes dues dades cronològiques hi ha, doncs, un període d'aproximadament vint anys durant el qual es desconeix el parador de l'obra.

## Composició
Josep de Ribera representa en aquesta obra el martiri de san Bartomeu amb una gran crueltat. Al Nou Testament s'explica que després de la mort de Crist, Bartomeu va evangelitzar Aràbia, Mesopotàmia i Índia, on fou capturat per ordre del rei Astíages i va ser degollat viu i després crucificat.
En aquesta obra l'apòstol apareix desplomat sobre una roca, quasi nu, a excepció d'una part del seu cos que està coberta per una tela blanca. Un botxí arranca amb actitud sàdica un tros de pell del braç de la víctima i es pot veure la sang que brolla de la ferida. Un altre dels botxins subjecta amb una corda els peus de Sant Bartomeu apòstol i el prepara per ser crucificat cap per avall.
A la Llegenda àuria es descriu el sant de la següent manera: 
| «                | Cabells negres, rostre blanc, ulls grans, nas recte i barba espessa i canosa | » |
| — Llegenda Àuria |                                                                              |   |

Ribera és bastant fidel als textos de Iacopo da Varazze pel que fa a la representació del sant. Aquí, sant Bartomeu apareix amb el cap recolzat sobre una pedra i dirigeix la mirada a l'espectador. És una mirada d’angoixa i terror que fa referència al seu estat d’impotència absoluta. Al fons de la composició apareixen dos sacerdots que contemplen l'escena del terrible suplici.
El martiri per escorxament amb què va ser castigada l'activitat proselitista de l'apòstol té lloc a l'aire lliure, davant un fons de cel blau i de núvols avui de difícil lectura, i sense més elements escenogràfics que un parell de testimonis, dels quals només es veuen els caps (un d’aquests cobert amb mantell, és a dir, un sacerdot pagà), uns arbres escapçats, unes pedres, un mantell blanc (com demana la tradició per a sant Bartomeu) i un cap clàssic caigut, el déu Baldach, que va ser destruït miraculosament pel sant. Aquest i els dos saions s’articulen en un esquema clar i monumental que arriba fins als quatre marges de l’àrea del quadre, i que compagina la fermesa estructural amb l’acció violenta i instantània que ens presenta (l'esquarterament ja ha començat abans d’acabar de lligar la víctima).
La monstruosa figura del botxí que talla la pell del braç del sant recorda moltíssim a les Pintures Negres de Goya.

## Iconografia
La pintura segueix fidelment en la seva iconografia el text de Iacopo da Varazze: la Llegenda àuria. En aquest relat s'explica com Astíages, rei d'Armènia, enfurismat per la seva tasca evangelitzadora a la ciutat d'Albània, va ordenar que l'escorxessin viu en presència dels sacerdots del temple de Baldach, després que la imatge de l’ídol quedés destruïda pels poders sobrenaturals del sant. L'argument és una versió cristiana paral·lela a la faula pagana del càstig de Màrsies, un tema de martiri que, amb el de Ticio, Ixíon i sant Sebastià, tracta del turment físic, i va ser interpretat amb impressionant cruesa per Lo Spagnoletto.

## Estat de conservació
L'obra no està en bon estat degut a agressions sofertes en el passat que l'han afectat seriosament; hi ha àmplies zones amb pèrdua de la pintura original i clivellats molt oberts. L'any 1987, en el taller de restauració del Museu Nacional d'Art de Catalunya, es van aixecar els vernissos i es va realitzar una neteja sumària sense tocar els retocs d'antigues intervencions.
El deficient estat de conservació de la capa pictòrica no permet una avaluació tècnica degudament fonamentada de tots els passatges del quadre, però les zones que millor es presten a l'examen, com són els rostres del botxí principal i del sant i gran part de les anatomies, acrediten una qualitat superba.

## Models i referents
Per a l'individu "ebri amb el vi dels suplicis", Ribera ha utilitzat el mateix model que havia adoptat per al Bevedor de 1637, per als dos Apol·lo i Màrsies del mateix any (on, invertint els papers, el torturador de sant Bartomeu fa de torturat) i, molt probablement, ja en l’Ixíon de 1632. La dicotomia bellesa-lletjor, que és un dels motius centrals de la composició d'ambdós exemplars d’Apol·lo i Màrsies, també queda subratllada en el Martiri de sant Bartomeu, que, a més de l'oposició moral víctima-botxí, estableix un contrast en diagonal entre l'escorxador horrorós i el serè cap clàssic. Cal assenyalar així mateix que l’altre botxí de la composició de Barcelona és molt semblant al que realitza la mateixa operació en el Martiri de sant Bartomeu del museu d'Estocolm, obra sens dubte, si més no de manera predominant, del taller de Ribera, datada el 1644.
Aquesta imatge ja comentada del botxí era un motiu que tenia els seus antecedents immediats en Caravaggio (Sacrifici d'Isaac, Cap de Medusa, Martiri de Sant Mateu) i tindrà conseqüències en el món de Gaspare Traversi; tota una saborosa línia del naturalisme passa per aquest botxí. Sant Bartomeu ve a ser el Màrsies cristià i Ribera no podia deixar de tenir consciència d'això.